# الهيئة الكردية العليا
الهيئة الكردية العليا هي جهاز حكم المناطق ذي الغالبية الكردية في سوريا، أسسها حزب الاتحاد الديمقراطي الكردي والمجلس الوطني الكردي (المكون من تجمع 15 حزبا كرديا) عقب اتفاقية التعاون بين الجانبين، وقعت الاتفاقية في 12 يوليو لعام 2012 في إربيل، تحت رعاية رئيس إقليم كردستان السابق مسعود بارزاني. وتكون مجلس الأعضاء من عدد متساوٍ من أعضاء كلا الحزبين.
ادى الخلاف السياسي والهيمنة العسكرية للوحدات التابعة لحزب الاتحاد الديمقراطي (سوريا) لتعطل الاتفاقية وانفكاك الهيئة في منتصف عام 2013.